# Berillium-szelenid
A berillium-szelenid egy berilliumból és szelénből álló szervetlen kémiai vegyület.

## Előállítása
Berillium és szelén  1100 °C-on hidrogénáramban való hevítésével lehet előállítani:
{\displaystyle \mathrm {Be+Se\longrightarrow BeSe} }

## Tulajdonságai
A berillium-szelenid szürke színű, törékeny, kristályos anyag, oldódik vízben. Az oldat színe vörös a keletkező szelén miatt. Kristályszerkezete köbös szfalerit, tércsoport F43m.

## Fordítás
- Ez a szócikk részben vagy egészben  a   Berylliumselenid című német Wikipédia-szócikk ezen változatának fordításán alapul.  Az eredeti cikk szerkesztőit annak laptörténete sorolja fel. Ez a jelzés csupán a megfogalmazás eredetét és a szerzői jogokat jelzi, nem szolgál a cikkben szereplő információk forrásmegjelöléseként.